# Petra Grabowsky
Pour les articles homonymes, voir Grabowsky.
Petra Grabowsky, née le 31 janvier 1952 à Brandebourg-sur-la-Havel, est une kayakiste est-allemande. Elle est la femme du rameur d'aviron Hans-Joachim Borzym.

## Carrière
Aux Championnats du monde de course en ligne de canoë-kayak de 1970, elle est médaillée d'argent en K-4 500 m et est médaillée de bronze en K-2 500 m. Aux Championnats du monde de course en ligne de canoë-kayak de 1971, elle est médaillée d'argent en K-2 500 m et est médaillée de bronze en K-4 500 m.
Petra Grabowsky participe aux Jeux olympiques de 1972 à Munich et remporte la médaille d'argent en K-2 500 m avec Ilse Kaschube.
Aux Championnats du monde de course en ligne de canoë-kayak de 1973, elle est médaillée d'or en K-2 500 m et médaillé d'argent en K-1 500 m.